# Sent Lis
Sent Lis (en francès i oficial Saint-Lys) és un municipi del departament francès de l'Alta Garona, a la regió d'Occitània.